# Gebiacantha acutispina
Gebiacantha acutispina is een tienpotigensoort uit de familie van de Upogebiidae. De wetenschappelijke naam van de soort is voor het eerst geldig gepubliceerd in 1979 door de Saint Laurent & Ngoc-Ho.